# Roger Tallroth
Roger Tallroth (n. 28 august 1960, Hässleholm, Kristianstads län⁠(d), Suedia) este un luptător ce a reprezentat Suedia, medaliat olimpic. A participat la două ediții ale Jocurilor Olimpice (1984, 1988) în care a câștigat o medalie de argint.